# Hemerobius subfalcatus
Hemerobius subfalcatus is een insect uit de familie van de bruine gaasvliegen (Hemerobiidae), die tot de orde netvleugeligen (Neuroptera) behoort. 
Hemerobius subfalcatus is voor het eerst wetenschappelijk beschreven door Nakahara in 1960.